# Only Want You
«Only Want You» es una canción de la cantante británica Rita Ora en colaboración con el artista estadounidense 6lack. Se estrenó como el último sencillo del álbum Phoenix a través de Atlantic Records el 1 de marzo de 2019. La canción se estrenó inicialmente en las listas de Reino Unido en noviembre de 2018, luego del lanzamiento del álbum. Después de ser divulgado como sencillo, la canción alcanzó el lugar sesenta y seis en 2019.

## Antecedentes y lanzamiento
Ora confirmó el lanzamiento de la canción como sencillo en febrero de 2019, a través de Twitter, diciendo que la canción se lanzaría en una nueva versión con un «invitado especial», que luego se reveló que sería el cantante estadounidense 6lack.
En una entrevista, Ora dijo que «Only Want You» fue una de sus canciones favoritas en Phoenix , calificándola de «realmente intensa» con «esa increíble guitarra Nirvana, creo que esos elementos fueron muy importantes para mí para incluirlos en este álbum». Al mismo tiempo, «tiene un ritmo asesino». Idolator escribió que la canción parecía una opción obvia para ser el próximo sencillo, diciendo que «se destacó en las reseñas y se convirtió en un favorito instantáneo de los fanáticos».

## Posicionamiento en listas
| Listas (2018-2019)                    | Mejor posición |
| ------------------------------------- | -------------- |
| Croacia (HRT)                         | 52             |
| Escocia (Official Charts Company)     | 43             |
| Estados Unidos (Pop Digital Songs)    | 22             |
| Irlanda (IRMA)                        | 59             |
| Letonia (Latvijas Top 40)             | 3              |
| Nueva Zelanda Hot Singles (RMNZ)      | 10             |
| Países Bajos (Dutch Top 40)           | 14             |
| Reino Unido (UK Singles Chart)        | 60             |
| República Checa (Rádio Top 100)       | 20             |
| Suecia Heatseeker (Sverigetopplistan) | 16             |

## Certificaciones
| País (organismo certificador) | Certificación | Unidades certificadas |
| ----------------------------- | ------------- | --------------------- |
| Brasil (Pro-Música Brasil)    | Oro           | 20 000                |